# Virginiptera similis
Virginiptera similis is een uitgestorven muggensoort uit de familie van de Paraxymyiidae. De wetenschappelijke naam van de soort werd voor het eerst geldig gepubliceerd in 2007 door Blagoderov en Grimaldi.